# Жовтоногово
Жовтоно́гово (рос. Жёлтоногово, ерз. Желтоногово) — присілок у складі Краснослободського району Мордовії, Росія. Входить до складу Краснопідгорного сільського поселення.
Населення — 434 особи (2010; 441 у 2002).
Національний склад (станом на 2002 рік):
- росіяни — 94 %